# سابا (جزيرة)

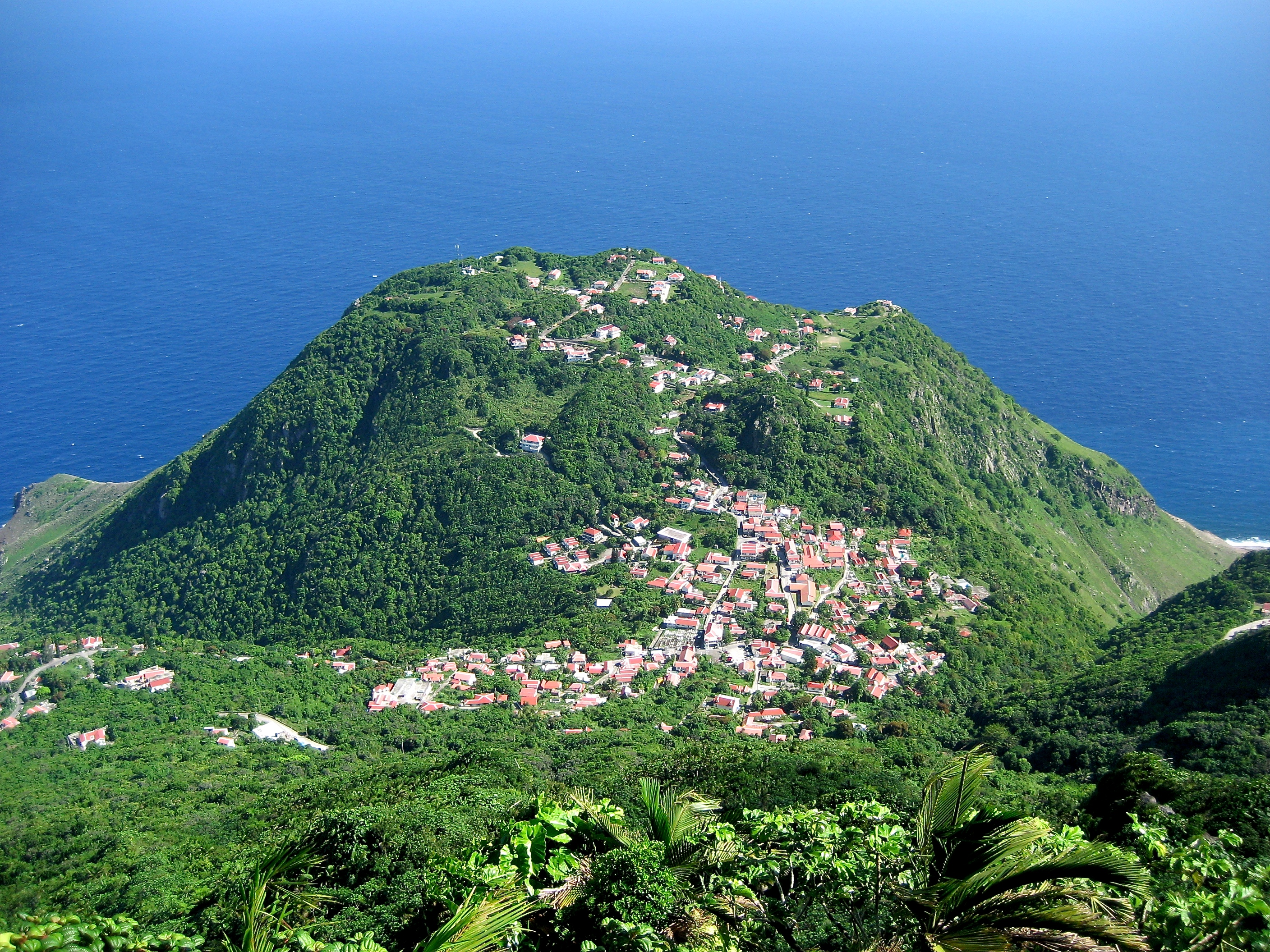
لقطة للجزيرة من جبل سيناري

سابا بالهولندية: (Saba) هي أصغر جزيرة في مجموعة الجزر الكاريبية الهولندية التي هي أصلاً جزر من جزر الأنتيل الهولندية، وهي جزيرة بركانية. أعلى نقطة فيها هي «ماونت سيناري» على ارتفاع 877 مترا، والذي تعد بركانا خامدا مشكلاً بذلك أعلى نقطة في الممكلة الهولندية.
مساحة الجزيرة 13 كيلو متر مربع. وعدد سكانها يبلغ 1.425 نسمة. وبكثافة سكانية تقدر ب 110 إنسان لكل كيلو متر مربع. يتوزع السكان على أربع تجمعات سكانية، محلياً تعتبر قرى وهي ويندويردسايد، ذا بتوم، هيلز جيت (عليا وسفلى) وسانت جونز.
يتحدث أغلب السكان بالإنجليزية رغم أن الجزيرة هي سياسياً مرتبطة بهولندا، رغم كون الهولندية لغة الحكومة المحلية الرسمية.
العملة المستخدمة منذ 2011 هي  بالدولار الأمريكي بدلا من جيلدر الأنتيل الهولندية،،

## وصلات خارجية
- موقع السياحة الخاص بجزيرة سابا